# 埃塞爾斯巴赫河 (埃爾瑟河支流)
52°12′7″N 8°36′28″E / 52.20194°N 8.60778°E
埃塞爾斯巴赫河（德語：Eselsbach），是德國的河流，位於該國西部，流經北萊茵-威斯特法倫州，屬於埃爾瑟河的左支流，河道全長3.2公里，流域面積4平方公里。